# سان خیل (کلمبیا)
سان خیل (کلمبیا) (به اسپانیایی: San Gil) یک سکونتگاه مسکونی در کلمبیا است که در بخش سانتاندر واقع شده‌است.

## خصوصیات
سان خیل ۱۵۰ کیلومترمربع مساحت و ۴۲٬۹۹۸ نفر جمعیت دارد.